# دانشکده کشاورزی دانشگاه تبریز
دانشکدهٔ کشاورزی یکی از دانشکده های دانشگاه تبریز  است. این دانشکده در سال ۱۳۳۴ خورشیدی تأسیس و راه‌اندازی شده‌است و پس از پردیس کشاورزی و منابع طبیعی دانشگاه تهران، به‌عنوان دومین دانشکدهٔ کشاورزی در سطح ایران شناخته می‌شود. ساختمان جدید دانشکدهٔ کشاورزی در سال ۱۳۴۵ خورشیدی افتتاح شد و دانشکده از ساختمان پیشین به این ساختمان انتقال یافت؛ همچنین بعدها گروه‌های آموزشی آبیاری و ماشین‌سازی کشاورزی که ساختمان‌های مستقلی داشتند، به ساختمان جدید دانشکده انتقال پیدا کردند.از اساتید به نام و شناخته شده این دانشکده می توان به افرادی هم چون ،دکتر مصطفی ولیزاده، دکتر محمد مقدم واحد، دکتر ایرج رنجبر دکتر حمیدرضا قاسم زاده دکتر جلیل شجاع، دکتر جواد پوراصغر، دکتر رشید صوفی سیاوش دکتر کامبیز ناظر عدل، دکتر ناصر علی اصغر زاد، دکتر امیر حسین ناظمی، دکتر حسنعلی مه پیکر، دکتر محمد رضا نیشابوری، دکتر علی اصغر جعفر زاده، دکتر کاظم قاسمی گلعذانی دکتر علی حسین زاده دلیر،دکتر دکتر غلامرضا نیکنام و دکتر احمد فاخری فرد اشاره کرد

## امکانات

### آزمایشگاه
در دانشکدهٔ کشاورزی ۱۰ آزمایشگاه برای هریک از گروه‌های آموزشی وجود دارد:
- آزمایشگاه گروه آموزشی اقتصاد کشاورزی
- آزمایشگاه گروه آموزشی باغبانی
- آزمایشگاه گروه آموزشی خاک‌شناسی علوم خاک
- آزمایشگاه گروه آموزشی زراعت و اصلاح نباتات
- آزمایشگاه گروه آموزشی علوم و صنایع غذایی
- آزمایشگاه گروه آموزشی مهندسی آب
- آزمایشگاه گروه علوم دامی
- آزمایشگاه گروه گیاه‌پزشکی
- آزمایشگاه گروه ماشین‌های کشاورزی
- آزمایشگاه گروه مهندسی فضای سبز

### سایت کامپیوتری
اعضای هیئت علمی دانشکدهٔ کشاورزی در اتاق کار خود به اینترنت دسترسی پیدا می‌کنند و دانشجویان تحصیلات تکمیلی نیز به وسیلهٔ سایت کامپیوتری از این امکان بهره‌مند می‌شوند.

### کتابخانه
کتابخانهٔ دانشکدهٔ کشاورزی با زیربنای ۴۵۰ متر مربع از ۱۹٬۶۰۰ عنوان کتاب تشکیل یافته‌است که از این تعداد ۱۰٬۴۵۰ عنوان لاتین و ۹٬۱۵۰ عنوان فارسی هستند؛ همچنین ۶۶۵ عنوان نشریه در این کتابخانه موجود است که از این میان ۴۵۹ عنوان را نشریه‌های لاتین و ۲۰۶ عنوان را نشریه‌های فارسی شامل می‌شوند. از سال ۱۳۶۷ خورشیدی مجلهٔ علمی-پژوهشی دانشکدهٔ کشاورزی نیز باعنوان «دانش کشاورزی» به‌صورت فصلی منتشر می‌گردد.

## مراکز و گروه‌های پژوهشی
مراکز و گروه‌های پژوهشی دانشکدهٔ کشاورزی:
- ایستگاه تحقیقاتی خلعت‌پوشان
- ایستگاه تحقیقاتی مغان
- پروژهٔ ساختمان جدید دانشکده
- قطب علمی اصلاح نباتات مولکولی
- واحدهای مستقر در اراضی کرکج

## گروه‌های آموزشی
دانشکدهٔ کشاورزی در ۱۰ گروه آموزشی دانشجو می‌پذیرد.
- گروه آموزشی مهندسی آب
- گروه آموزشی خاک‌شناسی
- گروه آموزشی اگروتکنولوژی و اصلاح نباتات.
- گروه آموزشی باغبانی
- گروه آموزشی اقتصاد کشاورزی
- گروه آموزشی علوم و صنایع غذایی
- گروه علوم دامی

### استادان گروه علوم دامی
بازنشسته:
1. دکتر جواد پور اصغر - پرورش زنبور عسل -تولد 1316-فوت 12 خرداد 1397 : برنده جایزه رتبه اول جشنواره خوارزمی - بخش کشاورزی - در سال 1384 -
2. دکتر اسدی _ پرورش نشخوارکنندگان کوچک
3. مهندس پرویز یاسان _ تغذیه دام
4. دکتر مه پیکر _ دامپزشکی فیزیولوژی
5. دکتر کامبیز ناظر عدل - پرورش طیور

شاغل:
1. دکتر شجاع
2. دکتر مقدم
3. دکتر تقی زاده
4. دکتر جانمحمدی
5. دکتر رأفت

- گروه گیاه‌پزشکی
- گروه ماشین‌های کشاورزی
- گروه مهندسی فضای سبز

## رشته‌های تحصیلی

### کارشناسی
1. علوم و مهندسی آب
2. مهندسی فضای سبز
3. علوم و مهندسی خاک
4. علوم و مهندسی صنایع غذایی (کشاورزی)
5. مهندسی کشاورزی — اقتصاد کشاورزی
6. مهندسی کشاورزی — زراعت و اصلاح نباتات (اصلاح نباتات)
7. مهندسی کشاورزی — زراعت و اصلاح نباتات (زراعت)
8. مهندسی کشاورزی — علوم باغبانی
9. مهندسی کشاورزی — علوم دامی
10. مهندسی کشاورزی — گیاه پزشکی
11. مهندسی ماشین‌های صنایع غذایی
12. مهندسی مکانیک بیوسیستم (کشاورزی)

### کارشناسی ارشد
1. علوم و مهندسی آب — مهندسی منابع آب
2. علوم و مهندسی آب — سازه‌های آبی
3. علوم و مهندسی آب — آبیاری و زهکشی
4. مهندسی فضای سبز
5. توسعه روستایی (توسعه کشاورزی)
6. علوم و مهندسی صنایع غذایی (صنایع غذایی)
7. علوم و مهندسی صنایع غذایی (زیست فناوری مواد غذایی)
8. علوم و مهندسی صنایع غذایی (علوم صنایع غذایی)
9. علوم و مهندسی صنایع غذایی (فناوری مواد غذایی)
10. مدیریت کشاورزی
11. مهندسی اقتصاد کشاورزی (اقتصاد تولید و مدیریت واحدهای کشاورزی)
12. مهندسی اقتصاد کشاورزی (اقتصاد منابع طبیعی و محیط زیست)
13. مهندسی اقتصاد کشاورزی (سیاست و توسعه کشاورزی)
14. مهندسی کشاورزی — آبیاری و زهکشی
15. مهندسی کشاورزی — اصلاح نباتات
16. مهندسی کشاورزی — بیماری‌شناسی کشاورزی
17. مهندسی کشاورزی — بیوتکنولوژی کشاورزی
18. مهندسی کشاورزی — ترویج کشاورزی
19. مهندسی کشاورزی — حشره‌شناسی کشاورزی
20. مهندسی کشاورزی — زراعت
21. مهندسی کشاورزی — شناسایی و مبارزه با علف‌های هرز
22. مهندسی کشاورزی — علوم باغبانی (بیوتکنولوژی و ژنتیک مولکولی محصولات باغبانی)
23. مهندسی کشاورزی — علوم باغبانی (فیزیولوژی و اصلاح درختان میوه)
24. مهندسی کشاورزی — علوم باغبانی (فیزیولوژی و اصلاح سبزی‌ها)
25. مهندسی کشاورزی — علوم باغبانی (فیزیولوژی و اصلاح گل و گیاه زینتی)
26. مهندسی کشاورزی — علوم باغبانی (فیزیولوژی و اصلاح گیاهان دارویی، ادویه‌ای و عطری)
27. مهندسی کشاورزی — علوم باغبانی (فیزیولوژی و فناوری پس از برداشت محصولات باغبانی)
28. مهندسی کشاورزی — علوم خاک (بیولوژی و بیوتکنولوژی خاک)
29. مهندسی کشاورزی — علوم خاک (پیدایش، رده‌بندی و ارزیابی خاک)
30. مهندسی کشاورزی — علوم خاک (شیمی و حاصلخیزی خاک)
31. مهندسی کشاورزی — علوم خاک (فیزیک و حفاظت خاک)
32. مهندسی کشاورزی — علوم دامی (اصلاح نژاد دام)
33. مهندسی کشاورزی — علوم دامی (تغذیه طیور)
34. مهندسی کشاورزی — علوم دامی (تغذیه نشخوارکنندگان)
35. مهندسی کشاورزی — علوم دامی (فیزیولوژی دام)
36. مهندسی کشاورزی — علوم دامی (مدیریت دامپروری)
37. مهندسی مکانیزاسیون کشاورزی (انرژی)
38. مهندسی مکانیزاسیون کشاورزی (بازیافت و مدیریت پسماند)
39. مهندسی مکانیک بیوسیستم (انرژی‌های تجدیدپذیر)
40. مهندسی مکانیک بیوسیستم (فناوری پس از برداشت)
41. مهندسی مکانیک بیوسیستم (طراحی و ساخت)

### دکتری تخصصی
1. مهندسی منابع آب
2. سازه‌های آبی
3. آبیاری و زهکشی
4. اصلاح نژاد دام
5. بیماری‌شناسی گیاهی (پروکاریوت‌های بیماری زای گیاهی)
6. بیماری‌شناسی گیاهی (نماتولوژی گیاهی)
7. بیماری‌شناسی گیاهی (ویروس‌شناسی و بیماری‌های ویروسی گیاهی)
8. بیوتکنولوژی کشاورزی
9. توسعه کشاورزی
10. حشره‌شناسی کشاورزی
11. زراعت
12. علوم خاک (بیولوژی و بیوتکنولوژی خاک)
13. علوم خاک (پیدایش، رده‌بندی و ارزیابی خاک)
14. علوم خاک (شیمی و حاصلخیزی خاک)
15. علوم خاک (فیزیک و حفاظت خاک)
16. علوم و صنایع غذایی (تکنولوژی مواد غذایی)
17. علوم و صنایع غذایی (شیمی مواد غذایی)
18. علوم و صنایع غذایی (میکروبیولوژی مواد غذایی)
19. فیزیولوژی دام
20. اصلاح نباتات
21. علوم باغبانی (فیزیولوژی و اصلاح سبزی‌ها)
22. علوم باغبانی (فیزیولوژی و اصلاح میوه)